# Daaibooi
Daaibooi (auch Daai Booi bzw. Playa Daai Booi = auf Papiamento Strand Daai Booi) ist ein Strand an der Süd-West-Küste der Karibikinsel Curaçao in der Nähe des Ortes St. Willibrordus. Er befindet sich in einer abgeschiedenen, von Felsen umschlossenen Bucht (Daaibooibaai = niederländisch Bucht Daaibooi).
Seit in den 1980er-Jahren die zu ihm führende Straße asphaltiert und Einrichtungen wie Toiletten geschaffen worden sind, hat er sich zu einem beliebten Ort für Badegäste und Startpunkt für Tauchausflüge zu einem vorgelagerten Riff entwickelt. Am Strand befindet sich ein einfaches Bistro.

## Geschichte
Ursprünglich diente der Strand als Hafen für kleine Boote, auf die das in nahegelegenen Plantagen durch Sklaven gewonnenen Salz verladen und nach Willemstad transportiert wurde.
Zu beiden Seiten des Strands finden sich Ruinen historischer Verteidigungsanlagen aus dem 18. Jahrhundert sowie aus dem Zweiten Weltkrieg (Fortencomplex Daaibooibaai).